# 靜籟之空 ～獻給失落之星的詩～
《靜籟之空 ～獻給失落之星的詩～》（日语：シェルノサージュ〜失われた星へ捧ぐ詩〜）是Gust（ガスト）于2012年4月26日發售的PlayStation Vita用遊戲。

## 概要
《靜籟之空 ～獻給失落之星的詩～》是以「超越七個次元之處，真實存在的世界」為概念所展開的跨類型跨媒體新企劃《波濤協奏曲》（サージュ・コンチェルト）系列具紀念性的第 1 波作品。
《靜籟之空》的類型是讓玩家透過偶然與該世界連接上的終端（PS Vita）與生活在該世界的失憶少女（イオン）交流的「7 次元交流」遊戲，玩家必須藉助被稱為「夏爾（シャール）」的心靈妖精之力來修復荒廢的世界，讓依恩逐步重拾失去的記憶，面對世界存亡危機做出關鍵抉擇。

## 角色
イオン （イオナサル・ククルル・プリシェール）
聲優 - 加隈亞衣
カノイール・ククルル・プリシェール
聲優 - 井ノ上奈々
キャスティ・リアノイト
聲優 - 水瀨祈

## 外部連結
- シェルノサージュ 公式サイト （页面存档备份，存于）
- サージュ・コンチェルトソーシャル （页面存档备份，存于）
  - Genomi-Line アーカイブ （页面存档备份，存于）
  - シェルノサージュスペシャル アーカイブ （页面存档备份，存于）